# Jurodiwyj

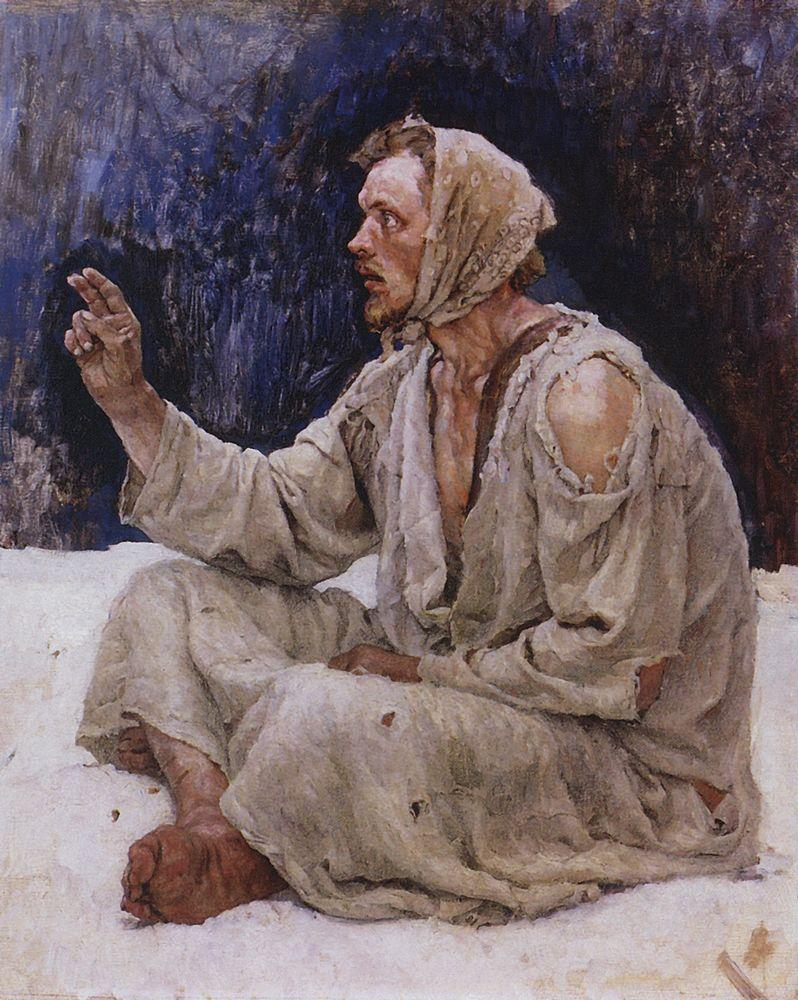
Głupi dla Boga siedzący na śniegu – obraz Wasilija Surikowa (1885)

Jurodiwyj (ros. юродивый, stgr. μωρός mōrós), także saloita – święty, szaleniec Chrystusowy. Jeden ze wzorów świętości dawnej Rosji (obok strastoterpców, starców i pielgrzymów).

## Etymologia
Staroruski termin pochodzi od słowa уродь, czyli „poroniony płód” – nawiązując do Pawłowego określenia (1Kor 15,8). Inna etymologia wywodzi to określenie od staroruskiego określenia osoby głupiej, bezrozumnej. Inne znaczenia słowa to „coś nienaturalnego, zniekształconego, zdeformowanego, obcego i niezrozumiałego”.

## Korzenie zjawiska
Korzenie tej postawy można odnaleźć już u proroków Starego Testamentu.
Bóg nakazał:
- Izajaszowi chodzić nago i boso, (Iz 20,3)

- Jeremiaszowi sporządzić więzy oraz jarzmo nałożyć na szyję i w ten sposób prorokować (Jr 27,2)

- Ozeaszowi przykazał pojąć za żonę nierządnicę, pokochać ją i mieć z nią dzieci (Oz 1,2)

- Ezechielowi spakować się w nocy, zrobić dziurę w murze miasta i uciec jak zesłaniec (Ez 12,3-7)

Jezus według Ewangelii tak był zaangażowany w głoszenie swojej nauki, że ludzie myśleli, iż „odszedł od zmysłów”. (Mk 3,20-21)
Stąd Paweł poucza i zachęca:
„Skoro bowiem świat przez mądrość nie poznał Boga w mądrości Bożej, spodobało się Bogu przez głupstwo głoszenia słowa zbawić wierzących.” (1 Kor 1,21)
„Jeśli ktoś spośród was mniema, że jest mądry na tym świecie, niech się stanie głupim, by posiadł mądrość” (1 Kor 3,18)
„Staliśmy się bowiem widowiskiem światu, aniołom i ludziom; my głupi dla Chrystusa, wy mądrzy w Chrystusie, my niemocni, wy mocni; wy doznajecie szacunku, a my wzgardy. Aż do tej chwili łakniemy i cierpimy pragnienie, brak nam odzieży, jesteśmy policzkowani i skazani na tułaczkę, i utrudzeni pracą rąk własnych. Błogosławimy, gdy nam złorzeczą, znosimy, gdy nas prześladują; dobrym słowem odpowiadamy, gdy nas spotwarzają. Staliśmy się jakby śmieciem tego świata i odrazą dla wszystkich aż do tej chwili.” (1 Kor 4,9-13).
Motto życia jurodiwych można by zawrzeć w słowach św. Pawła:
„Tak więc, gdy Żydzi żądają znaków, a Grecy szukają mądrości, my głosimy Chrystusa ukrzyżowanego, który jest zgorszeniem dla Żydów, a głupstwem dla pogan, dla tych zaś, którzy są powołani, tak spośród Żydów, jak i spośród Greków, Chrystusem, mocą Bożą i mądrością Bożą.” (1 Kor 1,22-24)

## Charakterystyczne zachowania
W różnych kulturach szaleńcy byli pogardzani, ale również uważani za posiadających kontakt z innym światem. Poprzez swoje praktyki, jurodiwi naśladują Chrystusa poniżonego:
- żyli w ubóstwie, spali na śmietnikach lub psich posłaniach, poniżali się
- obcy, nieznani, nieuchwytni, nieobliczalni, cudzoziemcy (przybywają z „zachodu”, „krajów łacińskich”, „Niemiec”)
- nie dbali o wygląd, rozczochrani, pojawiali się nago nawet w świątyniach (znak umartwienia, przejrzystości-czystości duszy), z łańcuchem na szyi, wybałuszając oczy, tocząc pianę z ust, wymiotując
- często milczeli („niemota” pośród „słowian”), lub przeciwnie, krzyczeli (bełkotali, mamrotali, bluźnili, znieważali, zadawali zagadki, powtarzali dokładnie to, co ludzie do nich mówili – echolalia)
- czynili cuda (przewidywali przyszłość, chodzili po wodzie, uzdrawiali)

Można powiedzieć, że zamiast uciekać na pustynię lub do celi klasztornej, powracali oni z osamotnienia, by służyć ludziom poprzez zrywanie masek, wyśmiewanie pozoranctwa, rytualizmów i próżności. By wstrząsnąć poprzez demaskowanie pozornej „mądrości ludzkiej”.

## Historia
Zjawisko jurodstwa narodziło się w Bizancjum w VI w. Za pierwszą kanonizowaną bizantyjską jurodiwą uznano św. Izydorę, mniszkę żyjącą prawdopodobnie w IV w. w Egipcie. Dużą popularnością cieszyli się też palestyński mnich św. Symeon Salos (VI w.) oraz św. Andrzej Salos vel Andriej Cariegradski (IX w.) z Kościoła Aleksandryjskiego.
Najbardziej spektakularne formy jurodstwo osiągnęło w prawosławnej Rusi, gdzie za świętych uznano łącznie aż 36 jurodiwych. Wśród nich św. Izaakija z Ławry Pieczerskiej (zm. 1090 – pierwszego kanonizowanego jurodiwego w Rosji), św. Prokopa z Ustiuga (zm. 1302), św. Fiodora i św. Nikola z Nowogrodu (obaj zmarli w 1392 r.), św. Bazylego Moskiewskiego oraz św. Ksenię Petersburską (żyła pod koniec XVIII w.).
Najbardziej oryginalne postacie jurodiwych wykreował w swoich powieściach Fiodor Dostojewski, przede wszystkim w Idiocie (książę Myszkin) i w Braciach Karamazow (starzec Zosimos, Alosza Karamazow).

## Filmy
O jurodiwym starcu Anatoliju opowiada film Wyspa.